# Алт Мелн
Алт Мелн (њем. Alt Mölln) општина је у њемачкој савезној држави Шлезвиг-Холштајн. Једно је од 131 општинског средишта округа Херцогтум Лауенбург. Према процјени из 2010. у општини је живјело 862 становника. Посједује регионалну шифру (AGS) 1053002.

## Географија
Алт Мелн се налази у савезној држави Шлезвиг-Холштајн у округу Херцогтум Лауенбург. Општина се налази на надморској висини од 22 метра. Површина општине износи 6,4 km².

## Становништво
У самом мјесту је, према процјени из 2010. године, живјело 862 становника. Просјечна густина становништва износи 134 становника/km².